# CR Line Protótipo
CR Line Protótipo Ltda. war ein brasilianischer Hersteller von Automobilen.

## Unternehmensgeschichte
Das Unternehmen aus São Borja begann 2011 mit der Produktion von Automobilen. Der Markenname lautete CR Line. Die Produktionsdauer pro Fahrzeug wurde mit drei bis zwölf Monaten angegeben. 2015 entstanden 55 Fahrzeuge.
Das Unternehmen wurde im September 2016 wegen Markenfälschung geschlossen.

## Fahrzeuge
Im Angebot standen Nachbildungen von Sportwagen. Dabei handelte es sich um Ferrari F430, Ferrari 458, Ferrari LaFerrari, Lamborghini Aventador, Lamborghini Gallardo, Lamborghini Veneno und McLaren P1. Die Basis bildete ein Rohrrahmen mit dem gleichen Radstand wie beim Vorbild. Darauf wurde eine Karosserie aus Kunststoff montiert. Verschiedene V6-, V8-, V10- und V12-Motoren von Audi und BMW trieben die Fahrzeuge an. Lediglich der Nachbau des Ferrari F430 hatte einen Motor vom Toyota Corolla.